# A Harlot’s Progress

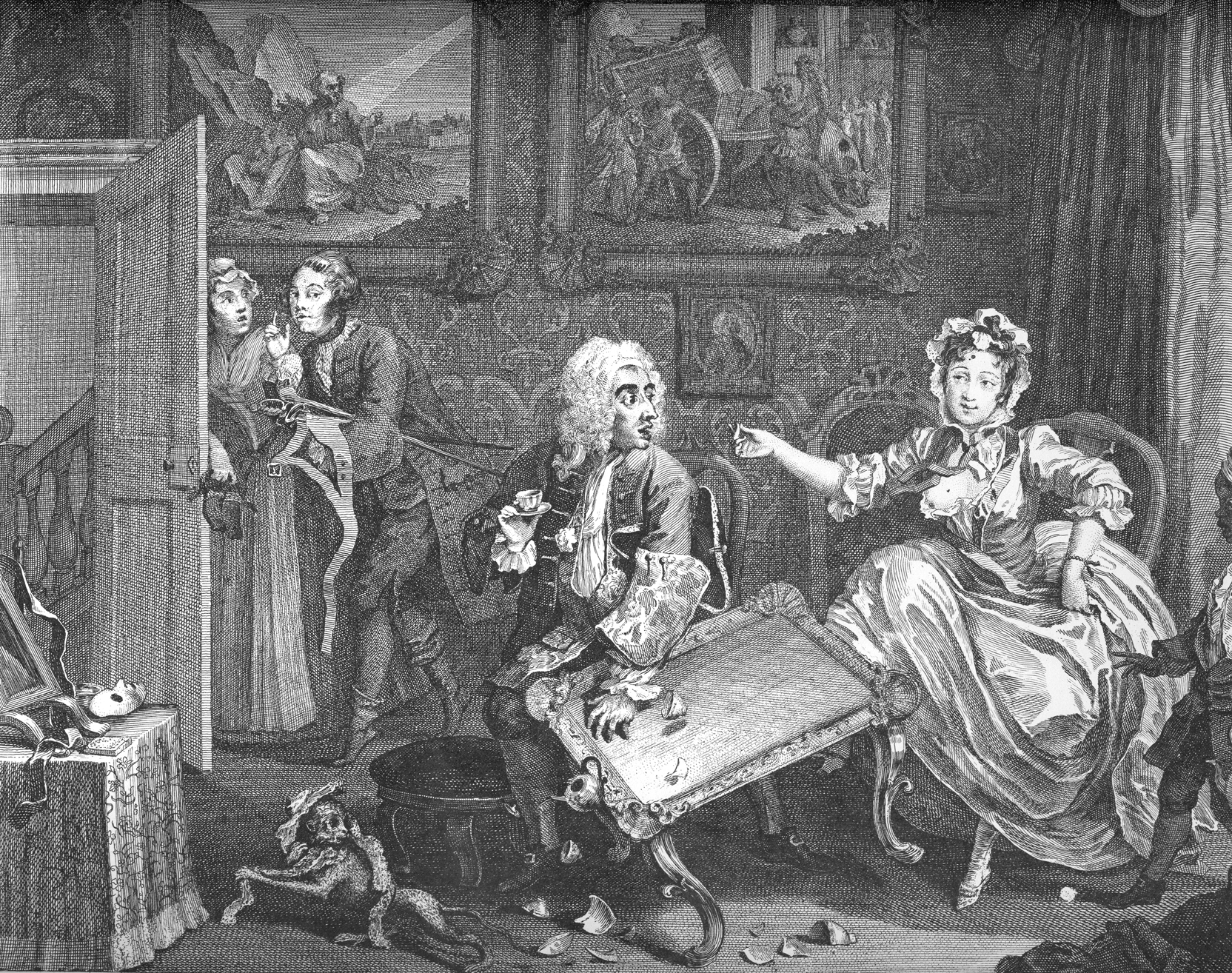
A Harlot’s Progress, Bild 2

A Harlot’s Progress (dt.: Der Lebenslauf einer Prostituierten) ist eine Serie von sechs Gemälden und sechs Kupferstichen des englischen Künstlers William Hogarth, die er 1730/1731 und 1732 schuf. Die Gemälde fielen 1755, also noch zu Hogarths Lebzeiten, einem Brand zum Opfer. Erhalten haben sich nur die Kupferstiche.
Die Serie zeigt den Lebenslauf einer jungen Frau namens M. (Moll oder Mary) Hackabout, die aus der Provinz nach London kommt und zur Prostituierten wird. In der ersten Szene erkennt eine alte Kupplerin die Schönheit des unschuldig wirkenden Mädchens und hält sie für geeignet, mit Männern wie dem Lüstling, der hinter ihr im Bild gezeigt wird, bezahlten Sex zu haben. Im zweiten Bild ist sie die Geliebte eines reichen Kaufmanns, im dritten Bild eine gemeine Prostituierte, die vom Westminster-Richter Sir John Gonson verhaftet wird. In der vierten Szene sieht man sie Hanf klopfend beim Strafdienst im Bridewell-Gefängnis. In Bild 5 stirbt sie in einer Bruchbude an einer Geschlechtskrankheit. Szene 6 zeigt die feiernden Trauergäste kurz vor der Beerdigung der jung verstorbenen Dirne.

## Hintergrund
Zunächst gab es nur das dritte Bild der Serie, das eine Prostituierte in ihrem Boudoir in Drury Lane zeigt, doch kam Hogarth bald der Gedanke, auch Szenen aus ihrem früheren und späteren Leben darzustellen, so dass letztlich eine sechsteilige Bildserie vom Lebenslauf einer Dirne entstand. Die sechs Bilder gehören zu den „modern moral subjects“ des Künstlers, d. h., zu den modernen moralischen Themen, die die gesellschaftlichen Probleme im englischen 18. Jahrhundert in der für Hogarth typischen Manier kritisch und satirisch beleuchten. Der Titel der Serie und die allegorischen Anspielungen in den Bildern erinnern an John Bunyans christliches Erbauungsbuch The Pilgrim's Progress, obwohl die Szenen alles andere als eine christliche Moral verkünden.
Die Protagonistin „M. Hackabout“ (man vergleiche die Aufschrift auf dem Sargdeckel in Szene 6) wurde entweder nach der Heldin von Daniel Defoes Moll Flanders, nach der Prostituierten Kate Hackabout, Schwester des 1730 gehenkten Schnapphahns Francis Hackabout, oder ironisch auch nach der heiligen Jungfrau Maria benannt. Im Englischen steht „to hack“ aber auch für „mieten“ oder „huren“.
Die Serie war sehr erfolgreich und Hogarth verkaufte 1.240 Exemplare der sechs Drucke für je 1 Guinea. Es wurden bald Raubkopien der Stiche in Umlauf gebracht, weshalb Hogarth zusammen mit einigen Künstlerkollegen dafür sorgte, dass 1735 ein Copyright-Gesetz (8 Geo II, Kap. 13) zum Schutz der englischen Kupferstecher vor den Machenschaften der Raubkopierer verabschiedet wurde.

## Die sechs Bilder der Stichserie

### Szene 1: M. Hackabouts Ankunft in London
Moll oder Mary Hackabout ist gerade in London angekommen. Sie trägt eine Schere und ein kleines Nadelkissen, was darauf hindeutet, dass sie eine Arbeit als Näherin suchte. Stattdessen wird sie von Elizabeth Needham, einer berüchtigten Kupplerin, die das hübsche Mädchen für die Prostitution gewinnen will, in Beschlag genommen. Der Lüstling und Mädchenschänder Colonel Francis Charteris und sein Zuhälter interessieren sich bereits für die Unschuld vom Lande. Die beiden stehen vor einem verfallenen Wirtshaus, symbolisch für ihren moralischen Bankrott.
Moll trägt ein weißes Kleid, im Gegensatz zu den Personen um sie herum, was ihre Unschuld und ihre Naivität veranschaulicht. Ein Geistlicher ignoriert die Zwangslage des Mädchens, so wie er die Tatsache ignoriert, dass sein Pferd einen Stapel von Töpfen umstößt. Eine tote Gans in Molls Gepäck ist für ihren „geliepten Cuseng“ („My lofing cosen in Tems Stret in London“) bestimmt. Diese Gans verweist schon hier auf Molls frühen Tod. Das Wirtshausschild, auf dem eine Glocke (engl. „bell“ für Bell Inn) abgebildet ist, könnte sich auch auf die Schönheit des Mädchens (französisch „belle“) beziehen. Der umstürzende Topfstapel allerdings spielt auf Molls drohenden „Fall“ an.
Die Komposition ähnelt einer Heimsuchungsszene, d. h. dem Besuch von Maria bei Elisabeth, wie er bei Lukas 1, Vers 39–56, beschrieben wird.

### Szene 2: Moll als Kurtisane eines reichen Kaufmanns
Moll ist jetzt die Geliebte eines betont hässlich dargestellten, reichen jüdischen Kaufmanns, wie die alttestamentlichen Bilder im Hintergrund bestätigen, die den Propheten Jona und den hier nicht von Gott, sondern von einem Priester getöteten Usa zeigen und als prophetisch dafür angesehen werden können, wie der Kaufmann Moll zwischen dieser Szene und dem dritten Bild behandeln wird.
Details im Bild lassen erkennen, dass die Hure auf großem Fuß lebt und zahlreiche verschwenderische Vorlieben entwickelt hat, sowohl bezüglich ihrer teuren Kleidung als auch bezüglich ihres Begleitpersonals in Form einer Dienerin, eines jungen westindischen Pagen und eines kostümierten Äffchens. Eine Maske, Überbleibsel eines damals für seine Ausschweifungen bekannten Maskeradenfestes, verweist auf unmoralisches Treiben. Moll stößt den Tee-Tisch um, damit der Kaufmann abgelenkt ist und sich hinter ihm ihr eigentlicher Liebhaber in Begleitung der Dienerin unbemerkt auf Zehenspitzen aus dem Staub machen kann.

### Szene 3: Die Verhaftung der Hure
Moll ist keine Kurtisane mehr, sondern nur noch eine gemeine Prostituierte. Der reiche Kaufmann muss sich also von ihr getrennt haben. Ihre Zofe ist alt und von der Syphilis befallen. Ein Himmelbett ist das einzige größere Möbelstück, und die Katze vor dem Bett posiert wie eine sich sexuell anbietende Hure. Der Hexenhut und die Birkenrute an der Wand könnten entweder schwarze Magie suggerieren oder, dass die Prostitution ein teuflisches Gewerbe ist. Bilder an der Wand unter dem Fenster zeigen Porträts von Molls Helden: den Highwayman und Piraten Captain Macheath aus John Gays Beggar’s Opera und den populären Geistlichen Henry Sacheverell. Zwei Heilmittel gegen Syphilis stehen über den Bildern auf der Fensterbank. Ein weiteres Bild zeigt Abraham, der seinen Sohn Isaak opfern will. Die Perückenschachtel des am 11. Mai 1730 gehenkten Straßenräubers James Dalton über dem Bett deutet an, dass dieser Verbrecher der Liebhaber der Hure war. Der Richter Sir John Gonson kommt rechts mit drei bewaffneten Schergen durch die Tür, um Moll für ihre Aktivitäten zu verhaften. Moll hält eine Uhr in der Hand (vielleicht ein Geschenk von Dalton, vielleicht von einem Freier gestohlen) und zeigt dem Betrachter ihre linke Brust.
Die Komposition ähnelt satirisch einer Verkündigung, d. h. der Ankündigung des Engels Gabriel, dass die Jungfrau Maria durch Einwirkung des Heiligen Geistes zur Mutter des Gottessohns werden wird, wie dies Lukas 1, Vers 26–39, schildert. Dabei übernimmt Richter Gonson die Rolle des Engels und die auf dem Bett sitzende Hure die Rolle der Jungfrau Maria.

### Szene 4: Moll muss zur Strafe im Gefängnis Hanf klopfen
Moll ist ins Bridewell-Zuchthaus gebracht worden. Sie klopft Hanf zur Herstellung von Galgenstricken, während der Gefängniswärter sie drohend zur Arbeit anhält. Die Frau des Gefängniswärters zupft zwinkernd an Molls Kleidung. Die Gefangenen wurden von links nach rechts in der Reihenfolge ihres abnehmenden Reichtums dargestellt. Moll steht neben einem Falschspieler, dessen Extra-Spielkarte heruntergefallen ist und der seinen Hund mitgebracht hat. Weiter hinten klopfen weitere Frauen Hanf, darunter eine Minderjährige und schließlich eine schwangere Schwarze, die wegen des Kindes in ihrem Bauch nicht hingerichtet und auch nicht als Sklavin in die Kolonien abtransportiert werden durfte. Molls Zofe lächelt vorn rechts im Bild. Sie scheint die Schuhe ihrer Dirne zu tragen. Die Häftlinge werden in keiner Weise reformiert, trotz der ironischen Aufschrift über dem Straf-Block oder Fessel-Stock links, wo zu lesen ist: „Besser arbeiten / als so [am Pranger] stehen“. Die Person, deren Hände im Block befestigt sind, lehnte es offenbar ab zu arbeiten. Ein Gefängnisgraffito zeigt Sir John Gonson am Galgen.

### Szene 5: Der Tod der Dirne
Moll sitzt neben ihrem Bett und stirbt an der Syphilis. Dr. Richard Rock (mit dunkler Perücke) und Dr. Jean Misaubin (mit heller Perücke) streiten sich über ihre medizinischen Methoden, den Aderlass (den Dr. Rock empfiehlt) und das Schröpfen (das Dr. Misaubin bevorzugt). Eine Frau, möglicherweise eine Dienerin oder die Vermieterin, kramt in Molls Kiste nach Sachen, die sie mitnehmen möchte. Derweil versucht Molls Zofe, die Plünderungen zu stoppen und den Streit der Doktoren abzuwehren. Molls Sohn, der vermutlich die Geschlechtskrankheit von seiner Mutter erworben hat, sitzt am Kaminfeuer und entfernt Läuse oder Flöhe aus seinem Haar.
Der einzige Hinweis auf den Besitzer der Wohnung ist ein an der Wand hängender Passah-Kuchen, der als Fliegenfalle verwendet wird, was wohl bedeuten könnte, dass Molls ehemaliger Gebieter, der jüdische Kaufmann aus Szene 2, für sie in ihren letzten Tagen immer noch bezahlt, dass sie aber im Gegensatz zu den Israeliten dennoch untergehen wird. Diverse medizinische „Mittel“ oder Hinweise darauf liegen verstreut auf dem Boden. Molls Wäsche an der Leine scheint nach ihr greifen zu wollen, als würden sie Geister ins Jenseits ziehen.

### Szene 6: Molls Beerdigung
In der letzten Szene ist Moll gestorben, und man sieht zahlreiche Trauergäste aus dem Prostituiertenmilieu kurz vor der Beerdigung im Raum des Leichenbestatters. Eine Notiz auf dem Sargdeckel weist darauf hin, dass „M. Hackabout am 2. September 1731 im Alter von 23 Jahren gestorben“ ist. Der Pfarrer verschüttet seinen Branntwein, als er sich mit seiner Hand unter dem Rock der neben ihm sitzenden Hure zu schaffen macht. Eine Frau, die Getränke auf Molls Sarg gestellt hat, schaut missbilligend drein. Molls Sohn sitzt am Boden und spielt, unbeeindruckt vom Geschehen, vor dem Sarg mit einem Kreisel.
Eine Kupplerin tröstet sich auf der rechten Seite mit einem Krug, der Branntwein aus „Nant[e]s“ enthält. Sie ist die einzige, die Molls Tod betrauert. Eine der anwesenden Prostituierten stiehlt das Taschentuch des Bestatters. Eine andere Prostituierte zeigt einer Kollegin ihren verletzten Finger, während eine weitere Hure trotz der syphilitischen Wunde an ihrer Stirn ihr Aussehen in einem Spiegel bewundert.
An der Wand hinter dem Sarg hängt als ironischer Hinweis ein Wappen, das drei Zapfhähne zeigt, die an die „Verschüttung“ des Alkohols durch den Pfarrer erinnern. Der weiße Hut, der an der Wand neben dem Wappen hängt, wurde von Moll in der ersten Szene getragen. Jetzt liegt sie tot im Sarg, doch die Prostitution geht, wie man sieht, auch ohne sie weiter.

## Die Story als Film und als moderne Oper
A Harlot's Progress ist auch der Titel eines britischen Films, der erstmals am 2. November 2006 mit Zoe Tapper, Toby Jones, Sophie Thompson, Richard Wilson und Geraldine James in den Hauptrollen vom Channel 4 ausgestrahlt wurde. Regie führte Justin Hardy. Die Hure heißt hier Mary Collins. Die Story basiert lose auf Hogarths sechsteiliger Bildserie.
Der englische Komponist Iain Bell schrieb für die Sopranistin Diana Damrau in der Titelpartie die Oper A Harlot’s Progress (Libretto: Peter Ackroyd) nach Hogarths Zyklus, die am 13. Oktober 2013 im Theater an der Wien unter der musikalischen Leitung von Mikko Franck und in der Inszenierung von Jens-Daniel Herzog uraufgeführt wurde.